# Zbiór doskonały
Zbiór doskonały – zbiór domknięty i wszędzie gęsty.
Przykładem zbioru doskonałego jest dowolny przedział domknięty zbioru liczb rzeczywistych. Innym, nietrywialnym już przykładem jest zbiór Cantora.
Jeżeli {\displaystyle A^{d}} oznacza pochodną zbioru {\displaystyle A,} to w przestrzeni T1 zbiór {\displaystyle A} jest doskonały wtedy i tylko wtedy, gdy jest identyczny ze swoją pochodną: {\displaystyle A=A^{d}.}
Okazuje się, że każda przestrzeń T1 jest rozłączną sumą dwóch zbiorów, z których jeden jest doskonały, a drugi nie zawiera żadnego niepustego podzbioru w sobie gęstego.

## Zbiory doskonałe w przestrzeniach polskich
Przestrzeń topologiczną {\displaystyle X} nazywamy przestrzenią polską jeśli jest metryzowalna w sposób zupełny i ośrodkowa.
Jeśli {\displaystyle X} jest doskonałą przestrzenią polską, to zawiera kopię homeomorficzną zbioru Cantora. W szczególności oznacza to, że {\displaystyle X} jest mocy {\displaystyle 2^{\aleph _{0}}.}
Twierdzenie Cantora-Bendixsona. Niech {\displaystyle X} będzie przestrzenią polską. Wówczas {\displaystyle X} można przedstawić w sposób jednoznaczny w postaci {\displaystyle X=P\cup C,} gdzie {\displaystyle P} jest zbiorem doskonałym a {\displaystyle C} zbiorem przeliczalnym otwartym. W szczególności każda nieprzeliczalna przestrzeń polska jest mocy {\displaystyle 2^{\aleph _{0}}}.